# كريستيان أوقست جوزيف ايبرهارد
كريستيان أوقست جوزيف ايبرهارد (بالألمانية: August Gottlob Eberhard)‏ (و. 1769 – 1845 م) هو صحفي، ومؤلف، وكاتب ألماني، ولد في هاله، توفي في درسدن، عن عمر يناهز 76 عاماً.

## روابط خارجية
- كريستيان أوقست جوزيف ايبرهارد على موقع ميوزك برينز (الإنجليزية)